# 丹尼·罗林
丹尼尔·哈罗德·罗林（Daniel Harold Rolling；1954年5月26日—2006年10月25日），人称盖恩斯维尔开膛手（Gainesville Ripper），是一个美国连环杀手。1989年11月，他在路易斯安那州什里夫波特 (路易斯安那州)殺害了格里森家族三名成員。1990年8月，他在佛罗里达州盖恩斯维尔四天内杀害了五名学生，后来还承认犯下了包括谋杀在内的多起其它罪行。1994年，他因五起盖恩斯维尔的谋杀被判处死刑，2006年被执行注射死刑。

## 早年
丹尼·罗林生于路易斯安那州什里夫波特。他的父亲是当地一名警官，名叫詹姆斯·罗林。丹尼自幼不受父亲喜爱，经常和母亲克劳迪亚及兄弟凯文一起因琐事遭到父亲辱骂、殴打。

## 犯案
1989年11月6日，8歲的肖恩·格里森(Sean Grissom)的母親因為其未於探望祖父後回家而報案，警方到場後發現55歲的祖父威廉(William Grissom)、24歲的姑姑茱莉(Julie Grissom)及8歲的肖恩皆被殺害。後續調查，羅林承認欲侵犯茱莉而嫌其餘成員礙事而將其殺害，茱莉亦未逃離魔掌。
1990年8月24日星期五凌晨，罗林闯入17岁的大学新生索尼娅·拉森（Sonja Larson）和克里斯蒂娜·鲍威尔（Christina Powell）合住的公寓。他略过在楼下的沙发上睡觉的鲍威尔，先杀死了楼上卧室里睡觉的拉森。他用胶带封住了她的嘴，然后用一把卡巴刀将她刺死。
然后罗林回到楼下，用胶带封住鲍威尔的嘴，将她的手腕绑在背后，并在割开她的衣服，然后让她脸朝下强奸了她，又在她背后捅了五刀。他在离开公寓前洗了个澡。
8月25日星期六，他用螺丝刀撬开滑动玻璃门，闯入18岁的克里斯塔·霍伊特（Christa Hoyt）的公寓。当时霍伊特不在家，他在客厅等到上午11点，霍伊特进入公寓，罗林从背后将她制服，用胶带堵住她的嘴，将手腕反绑在背后带进卧室，把衣服割开强奸了她。同鲍威尔一样，他强迫她脸朝下趴在床上，并刺伤了她的背部，导致主动脉破裂。然后他将受害人身体翻过来，从耻骨到胸骨切开腹部。离开后，他发现钱包丢了，认为可能遗留在谋杀现场，于是又回到那里，将霍伊特斩首，将她的尸体以坐姿摆在床边，并将她的头放在对面的架子上。
这时已发生的谋杀案已经被媒体大量报道，许多学生已经开始采取预防措施。由于事件发生在秋季刚开学时，一些学生因此退学或转学。8月27日星期一，罗林使用他之前使用的相同工具撬开玻璃门，进入23岁的特雷西·保莱斯（Tracy Paules）及其同岁室友曼妮·塔波达（Manny Taboada）的公寓。塔波达在卧室里睡觉，虽然被惊醒，但还是在一番挣扎后遇害。
听到骚动，保莱斯穿过大厅来到塔波达的卧室，看到了罗林。她试图把自己关在自己的卧室里，但罗林破门而入。罗林用胶带绑住她的嘴手腕，割开衣服强奸了她，然后将她翻过来在背后连捅三刀。他又摆弄了一番保莱斯尸体的姿势，但没动塔波达的尸体。
除塔波达之外，所有受害者都是棕色眼睛的娇小白人黑发女郎，外貌和罗林的母亲很像。执法部门最初的线索很少，开始确认了两名嫌疑人，但都不是罗林。

## 侦破
路易斯安那州警方向佛罗里达通报了1989年11月4日发生在什里夫波特的一起未破的谋杀案。当年55岁的汤姆·格里森（Tom Grissom）和24岁的女儿朱莉（Julie）、8岁的孙子肖恩（Sean）在家中准备晚餐时遇袭，朱莉的尸体也被肢解并摆出了特殊姿势。因两案有相似之处，佛罗里达州执法部门调查员于1990年11月前往什里夫波特。
不久后，什里夫波特居民辛迪·尤拉西奇（Cindy Juracich）致电灭罪热线，报告说丹尼·罗林可能与这两个城市的谋杀案有关。早先，罗林已经于1990年9月7日因在佛罗里达州奥卡拉超市抢劫被捕，之后关押在盖恩斯维尔以南40英里的馬里昂县监狱。
1991年11月，罗林被指控犯有五项谋杀罪。谋杀案发生将近四年后，他被送上法庭受审。他声称他的动机是想像泰德·邦迪一样出名。1994年，在审判开始之前，他承认了所有指控，1994年4月20日，被判处死刑，尽管也被诊断出患有反社会人格障碍、边缘型人格障碍和性偏離。
在被处决前不久，罗林表示对什里夫波特的谋杀案负责，但未因此受审。此外，他还在1990年8月5日在佛罗里达州萨拉索塔入室强奸了珍妮特·弗雷克（Janet Frake），但没有杀她。
2006年10月25日，在美国最高法院驳回最后上诉后，他于美国东部时间下午6点在佛罗里达州立监狱被执行注射死刑。